# Omar Hawsawi
Omar Hawsawi (arabisch عمر هوساوي, DMG ʿUmar Hausāwī; * 27. September 1985 in Riad) ist ein saudi-arabischer Fußballspieler.

## Karriere

### Verein
Er begann seine Karriere bei al-Shoulla und wechselte Ende Januar 2011 zu al-Nasr. Im Februar 2012 wurde er für den Rest der Spielzeit an al-Qadisiyah verliehen. Nach seiner Rückkehr wurde er ein wichtiger Spieler für den Klub, gewann drei Mal die Meisterschaft und einmal den Crown Prince Cup. Im Oktober 2020 wechselte er ablösefrei zum Ittihad FC. Am Ende der Saison 2022/23 feierte er mit dem Verein die saudi-arabische Meisterschaft.

### Nationalmannschaft
Seinen ersten Einsatz im Trikot der saudi-arabischen Nationalmannschaft hatte er in der Startelf am 9. September 2013 bei einer 1:3-Freundschaftsspielniederlage gegen Trinidad und Tobago. Bei seinem ersten großen Turnier, der Asienmeisterschaft 2015, spielte er alle drei Partien über 90. Minuten. Bei der Weltmeisterschaft 2018 hatte er zum zweiten Mal einen Einsatz als Kapitän. Nach weiteren Einsätzen bei Freundschaftsspielen stand er ohne Einsatz im Kader der Asienmeisterschaft 2019.
Das letzte Spiel war als Kapitän über 90 Minuten ein 2:2 gegen den Jemen während der Qualifikation für die Weltmeisterschaft 2018.

## Erfolge
Ittihad FC
- Saudi-arabischer Meister: 2022/23